# Zufer Avdija
Zufer Avdija (Pristina, 1 de octubre de 1959) es un exjugador de baloncesto serbio. Con 2.02 metros de estatura, jugaba en la posición de ala-pívot.Formó parte de la selección de Yugoslavia que ganó la medalla de bronce en el Mundial de Baloncesto de 1982.
Su hijo es el también jugador de baloncesto Deni Avdija.

## Trayectoria
- Klubi i basketbollit Prishtina (1977-1979)
- Estrella Roja (1979-1990)
- A.S. Ramat HaSharon (1990-1992)
- Rishon LeZion (1995-1996)
- Hapoel Tel Aviv BC (1996-1997)
- Elitzur Bat Yam (1997-1998)